# Danke schön – Bitte schön – Wiedersehen
Danke schön – Bitte schön – Wiedersehen ist ein Lied von Eddie Wilson aus dem Jahr 1961.

## Hintergrund
Der Titel wurde von dem britischen Ukulelespieler Billy „Uke“ Scott (1923–2004) als I Wish I Could Sprechen Sie Deutsch gegen Ende der 1950er Jahre geschrieben. Der Schweizer Journalist und Moderator Walter Studer nennt nach seinen Recherchen als Motivation für das Schreiben des Titels die Auftritte Scotts in deutschen Armeeclubs, als er erkannte, welche Mühe die Amerikaner mit dem Erlernen der deutschen Sprache hatten. Warum zunächst der Starday-Mitarbeiter Martin Haerle als Autor genannt wurde, ist unbekannt. Die Angabe wurde bei späteren Veröffentlichungen ab 1962 korrigiert.
Die Erstveröffentlichung von Danke schön – Bitte schön – Wiedersehen erfolgte als Single bei Top Rank im Februar 1961. Diese erschien als 7″-Single mit der B-Seite Ich bin froh. Auf dem Frontcover posiert Willi Schmid als GI. Auch auf seiner eigenen Coverversion ist Schmid als GI auf dem Plattencover zu sehen.

## Inhalt
Das Lied berichtet von einem Reisenden, der Deutschland besucht und kein Wort versteht oder spricht. Der Refrain besteht aus einigen deutschen Floskeln und Satzfragmenten wie „Danke Schön“, „Wiedersehn“ und „noch ein Bier“, gefolgt von dem (falsch übersetzten) Wunsch „I wish I could Sprechen Sie Deutsch“. Im weiteren Verlauf beschreibt der Sänger, wie er nach einem Lokalbesuch mit GIs verhaftet wird.
Fast zeitgleich veröffentlichte Ariola auch eine Version des Schweizer Sängers Willi Schmid mit einem abweichenden, rein deutschen Text von Robert Speith. Die Version von Lille Gerhard erzählt die Geschichte aus Sicht eines schwedischen Besuchers.

## Charts und Chartplatzierungen
| ChartsChartplatzierungen | Höchstplatzierung | Monate |
| ------------------------ | ----------------- | ------ |
| Deutschland (GfK)        | 17 (3 Mt.)        | 3      |

## Coverversionen
| Interpret                   | Titel                                      | Label           | Kat                                  | Land | Jahr | Komponist                     | Quelle |
| --------------------------- | ------------------------------------------ | --------------- | ------------------------------------ | ---- | ---- | ----------------------------- | ------ |
| Eddie Wilson                | Danke Schön – Bitte Schön – Aufwiedersehen | Top Rank        | 75 217                               | DEU  | 1961 | Hearle                        | [ 13 ] |
| Eddie Wilson                | Dankeschön, Bitteschön, Aufwiedersehen     | Ariola          | 45 427                               | DEU  | 1962 | Hearle                        | [ 14 ] |
| Eddie Wilson                | Dankeschoen–Bitteschoen–Wiedersehen        | Oriole          | 45-CB 1780                           | GBR  | 1962 | Billy Uke Scott               | [ 15 ] |
| Eddie Wilson                | Dankeschön, bitteschön, wiedersehen        | Ariola          | 13 257 AT                            | DEU  | 1974 | Scott / Scott                 | [ 6 ]  |
| Eddie Wilson                | Dankeschoen–Bitteschoen–Wiedersehn         | W&G             | WG-S-1529                            | AUS  | 1962 | Billy Uke Scott               | [ 16 ] |
| Eddie Wilson                | Dankeschoen–Bitteschoen–Wiedersehn         | Delta           | DS 5024                              | NLD  | 1964 | Billy Uke Scott               | [ 17 ] |
| Willi Schmid                | Danke schön – Bitte schön – Wiedersehen    | Ariola          | 35 100                               | DEU  | 1961 | Martin Haerle / Robert Speith | [ 18 ] |
| Dave Dudley                 | I Wish I Could Sprechen Sie Deutsch        | Bellaphone      | 100-13-002                           | DEU  | 1984 | Dave Dudley                   | [ 19 ] |
| Lille Gerhard               | Danke Schön, Bitte Schön, Wiedersehe’n     | Karusell        | KFF 471                              | SWE  | 1963 | Haerle / Gustan               | [ 20 ] |
| Les Brown                   | Dankeschön, Bitteschön, Wiedersehen        | Roots           | SL-521 (LP The Song is Freedom)      | AUT  | 1978 | Martin Herle                  | [ 21 ] |
| The Drifters Caravan        | I Wish I Could "Sprechen Sie Deutsch"      | Bellaphone      | BI 1520 (LP Nashville Meets Germany) | DEU  | 1974 | Tom Jones / Martin Haerle     | [ 22 ] |
| Freiwillige Selbstkontrolle | (I Wish I Could) Sprechen Sie Deutsch      | Ediesta Records | CALC 32 (EP American Sector)         | DEU  | 1987 | Dave Dudley                   | [ 23 ] |